# Skeireins
Bei der Skeireins [ˈskiːʀiːns] (Singular) handelt es sich um eine gotische Auslegung zum Johannesevangelium der Wulfilabibel, die auf acht Blättern später lateinisch überschriebener Codices (Codex Ambrosianus E und Codex Vaticanus Latinus 5750) fragmentarisch erhalten ist. Der ursprüngliche Name ist unbekannt, die heutige Bezeichnung erhielt die Skeireins im 19. Jahrhundert nach dem gotischen Wort skeireins ‚Erklärung‘, eigentlich eine Kurzform der Bezeichnung skeireins aiwaggeljons þairh Iohannen (übersetzt Erklärung des Evangeliums nach Johannes), unter der die Fragmente erstmals publiziert wurden. Die Skeireins bildet den umfangreichsten und damit bedeutendsten gotischen Text nach der Wulfilabibel; ob sie eine Übersetzung aus dem Griechischen oder Lateinischen oder ein original gotisches Werk ist, konnte bisher nicht geklärt werden.

## Ausgaben
- Wilhelm Streitberg: Die Skeireins. In: Wilhelm Streitberg (Hrsg.): Die gotische Bibel. Band 1: Der gotische Text und seine griechische Vorlage. Mit Einleitung, Lesarten und Quellennachweisen sowie den kleineren Denkmälern als Anhang. 7. Auflage mit einem Nachtrag von Piergiuseppe Scardigli. C. Winter, Heidelberg 2000, ISBN 3-8253-0745-X, (Germanistische Bibliothek 3), S. 456–471.
- William H. Bennett: The Gothic commentary on the Gospel of John. Skeireins aiwaggeljons þairh iohannen. The Modern Language Association of America, New York NY 1960, (The Modern Language Association of America Monograph series 21, ZDB-ID 995376-0).
- Christian T. Petersen (Hrsg.): Gotica Minora. Miscellanea de lingua ulfilae collecta. Syllabus, Hanau 2002, ISBN 3-935869-01-0.